# جو كينسكي
جو كينسكي (بالإنجليزية: Joe Choynski)‏ مواليد 8 نوفمبر 1868 في سان فرانسيسكو - الوفاة 25 يناير 1943 في سينسيناتي، الولايات المتحدة، كان ملاكم أمريكي سابق صنّف ضمن فئة الوزن الثقيل.

## إحصائيات
خاض خلال مسيرته 79 نزالا، فاز في 52 وتعادل في 6 وخسر في 14. فاز بالضربة القاضية في 22 نزالا.

## روابط خارجية
- جو كينسكي على موقع بوكس ريك (الإنجليزية) (registration required)